# King's Quest IV: The Perils of Rosella
 (mai 2025).
King's Quest IV: The Perils of Rosella (Quête de Roi IV: Les Périples de Rosella) est un jeu d'aventure sorti en 1988, développé par Sierra On-Line, quatrième volet de la série King's Quest.

## Synopsis
Le jeu commence où le jeu précédent s'est terminé: le Prince Alexander ayant sauvé la Princesse Rosella d'un dragon, le Roi Graham lance en l'air son chapeau par enthousiasme d'avoir retrouvé son fils perdu et d'avoir sa fille sauvée. Mais il est soudain pris d'une crise cardiaque, et se retrouve dans le coma.
Rosella est terriblement affligée par la situation de son père. Une fée lui apparait, et lui apprend que le seul moyen de sauver son père est d'aller retrouver une pomme magique qui pourra le guérir. Rosella part donc à l'aventure.

## Accueil
- Adventure Gamers : 3,5/5[1]